# カレン・ガヴィオラ
カレン・ガヴィオラ（Karen Gaviola）は、アメリカ合衆国のテレビ監督である。ABCのシリーズ『LOST』のエピソード「秘密」を監督したことにより、2007年のNAACPイメージ・アワードを受賞した。ガヴィオラはそれ以外にも『THE BLACKLIST/ブラックリスト』、『NCIS:LA 〜極秘潜入捜査班』、『サンズ・オブ・アナーキー』、『CSI:科学捜査班』、『GRIMM/グリム』、『クリミナル・マインド FBI行動分析課』、『シカゴ・ファイアー』などで通算100エピソード以上を監督している。

## フィルモグラフィ
| 年              | 日本語題 原題                                                | エピソード   | エピソード                                      |
| --------------- | ------------------------------------------------------------ | ------------ | ----------------------------------------------- |
| 1999-2001       | NYPDブルー NYPD Blue                                         | 第6シーズン  | 第16話「不正」                                  |
| 1999-2001       | NYPDブルー NYPD Blue                                         | 第7シーズン  | 第10話「睡眠」                                  |
| 1999-2001       | NYPDブルー NYPD Blue                                         | 第8シーズン  | 第8話「執着」                                   |
| 2002            | プロビデンス Providence                                      | 第4シーズン  | 第14話「All The King's Men」                    |
| 2002            | Strong Medicine                                              | 第3シーズン  | 第13話「Deterioration」                         |
| 2003-2009       | CSI:マイアミ CSI: Miami                                      | 第2シーズン  | 第10話「殺しのキス」                            |
| 2003-2009       | CSI:マイアミ CSI: Miami                                      | 第2シーズン  | 第17話「消えた320万ドル」                       |
| 2003-2009       | CSI:マイアミ CSI: Miami                                      | 第3シーズン  | 第2話「極悪弁護人」                             |
| 2003-2009       | CSI:マイアミ CSI: Miami                                      | 第3シーズン  | 第7話「津波大パニック 無法地帯」                |
| 2003-2009       | CSI:マイアミ CSI: Miami                                      | 第3シーズン  | 第16話「エバグレーズ炎上」                      |
| 2003-2009       | CSI:マイアミ CSI: Miami                                      | 第3シーズン  | 第20話「エピローグの幕開け」                    |
| 2003-2009       | CSI:マイアミ CSI: Miami                                      | 第4シーズン  | 第1話「新たなる闘い」                           |
| 2003-2009       | CSI:マイアミ CSI: Miami                                      | 第4シーズン  | 第8話「別れても憎い人」                         |
| 2003-2009       | CSI:マイアミ CSI: Miami                                      | 第4シーズン  | 第15話「壊れた男」                              |
| 2003-2009       | CSI:マイアミ CSI: Miami                                      | 第4シーズン  | 第23話「二人の旅立ち」                          |
| 2003-2009       | CSI:マイアミ CSI: Miami                                      | 第5シーズン  | 第8話「監禁の餌食」                             |
| 2003-2009       | CSI:マイアミ CSI: Miami                                      | 第5シーズン  | 第15話「サラバ猛獣よ」                          |
| 2003-2009       | CSI:マイアミ CSI: Miami                                      | 第5シーズン  | 第24話「Yのメッセージ」                         |
| 2003-2009       | CSI:マイアミ CSI: Miami                                      | 第6シーズン  | 第4話「炎の幻影」                               |
| 2003-2009       | CSI:マイアミ CSI: Miami                                      | 第6シーズン  | 第18話「腐ったオレンジ」                        |
| 2003-2009       | CSI:マイアミ CSI: Miami                                      | 第7シーズン  | 第17話「悲惨な家族計画」                        |
| 2004            | コールドケース 迷宮事件簿 Cold Case                          | 第1シーズン  | 第14話「箱」                                    |
| 2004            | コールドケース 迷宮事件簿 Cold Case                          | 第1シーズン  | 第20話「取引」                                  |
| 2005            | The Inside                                                   | 第1シーズン  | 第10話「Little Girl Lost」                      |
| 2005            | CSI:ニューヨーク CSI: NY                                     | 第1シーズン  | 第13話「タングルウッド・ボーイ」                |
| 2005            | M.I. 緊急医療捜査班 Medical Investigation                    | 第1シーズン  | 第19話「Mission La Roca: Part 1」               |
| 2005            | 女検察官アナベス・チェイス Close to Home                     | 第1シーズン  | 第2話「救命」                                   |
| 2006            | 女検死医ジョーダン Crossing Jordan                           | 第5シーズン  | 第13話「Dreamland」                             |
| 2006            | エイリアス Alias                                             | 第5シーズン  | 第10話「胎児の危機」                            |
| 2006            | Justice                                                      | 第1シーズン  | 第3話「Behind the Orange Curtain」              |
| 2006            | BONES Bones                                                  | 第2シーズン  | 第6話「スイートルームの女」                     |
| 2006-2007       | LOST Lost                                                    | 第2シーズン  | 第16話「秘密」                                  |
| 2006-2007       | LOST Lost                                                    | 第3シーズン  | 第15話「二人の女」                              |
| 2006-2008       | プリズン・ブレイク Prison Break                              | 第2シーズン  | 第12話「家族の肖像」                            |
| 2006-2008       | プリズン・ブレイク Prison Break                              | 第3シーズン  | 第5話「作戦開始」                               |
| 2006-2008       | プリズン・ブレイク Prison Break                              | 第4シーズン  | 第5話「金庫破り」                               |
| 2006-2008       | プリズン・ブレイク Prison Break                              | 第4シーズン  | 第15話「記憶の中で」                            |
| 2007            | ザ・ユニット 米軍極秘部隊 The Unit                           | 第2シーズン  | 第12話「要人誘拐」                              |
| 2007            | Lincoln Heights                                              | 第1シーズン  | 第8話「Blowback」                               |
| 2007            | ロー&オーダー Law & Order                                    | 第17シーズン | 第18話「輝きの陰に」                            |
| 2007            | Cane                                                         | 第1シーズン  | 第8話「All Bets Are Off」                       |
| 2007            | ジャーニーマン 時空を越えた赤い糸 Journeyman                 | 第1シーズン  | 第10話「思わぬ誤算」                            |
| 2008            | イレブンス・アワー Eleventh Hour                             | 第1シーズン  | 第6話「フローズン」                             |
| 2008            | ブラザーズ&シスターズ Brothers & Sisters                     | 第3シーズン  | 第8話「サプライズなプレゼント」                 |
| 2008            | WITHOUT A TRACE/FBI 失踪者を追え! Without a Trace            | 第7シーズン  | 第3話「残された時間」                           |
| 2008            | WITHOUT A TRACE/FBI 失踪者を追え! Without a Trace            | 第7シーズン  | 第7話「あのときに戻れたら…」                    |
| 2009            | ゴースト 〜天国からのささやき Ghost Whisperer                | 第4シーズン  | 第15話「真夜中の儀式」                          |
| 2009            | ライ・トゥ・ミー 嘘は真実を語る Lie to Me                    | 第1シーズン  | 第10話「人生の伴侶」                            |
| 2009            | キャッスル 〜ミステリー作家は事件がお好き Castle             | 第2シーズン  | 第6話「吸血鬼たちの週末」                       |
| 2009-2010       | DARK BLUE/潜入捜査 Dark Blue                                 | 第1シーズン  | 第5話「間違われた女」                           |
| 2009-2010       | DARK BLUE/潜入捜査 Dark Blue                                 | 第2シーズン  | 第4話「危険な賭け」                             |
| 2009-2014       | クリミナル・マインド FBI行動分析課 Criminal Minds            | 第4シーズン  | 第21話「灰色の陰」                              |
| 2009-2014       | クリミナル・マインド FBI行動分析課 Criminal Minds            | 第5シーズン  | 第3話「仕置き人」                               |
| 2009-2014       | クリミナル・マインド FBI行動分析課 Criminal Minds            | 第7シーズン  | 第2話「虚構の愛」                               |
| 2009-2014       | クリミナル・マインド FBI行動分析課 Criminal Minds            | 第8シーズン  | 第2話「処刑同盟」                               |
| 2009-2014       | クリミナル・マインド FBI行動分析課 Criminal Minds            | 第8シーズン  | 第22話「夫婦の誓い」                            |
| 2009-2014       | クリミナル・マインド FBI行動分析課 Criminal Minds            | 第10シーズン | 第2話「地獄めぐり」                             |
| 2010            | The Forgotten                                                | 第1シーズン  | 第10話「Double Doe」                            |
| 2010            | マイアミ・メディカル Miami Medical                           | 第1シーズン  | 第9話「Like a Hurricane」                       |
| 2010            | CHASE チェイス/逃亡者を追え! Chase                           | 第1シーズン  | 第2話「回収屋」                                 |
| 2010            | CHASE チェイス/逃亡者を追え! Chase                           | 第1シーズン  | 第4話「グッド・マザー」                         |
| 2010            | ジャッジメント 〜NY法廷ファイル〜 The Whole Truth            | 第1シーズン  | 第7話「霊能者」                                 |
| 2010            | ジャッジメント 〜NY法廷ファイル〜 The Whole Truth            | 第1シーズン  | 第9話「ベビーシッター」                         |
| 2010-2012       | プライベート・プラクティス 迷えるオトナたち Private Practice | 第3シーズン  | 第13話「ジレンマ」                              |
| 2010-2012       | プライベート・プラクティス 迷えるオトナたち Private Practice | 第4シーズン  | 第19話「静寂を破るアラーム」                    |
| 2010-2012       | プライベート・プラクティス 迷えるオトナたち Private Practice | 第5シーズン  | 第14話「長すぎる空白」                          |
| 2010-2012       | プライベート・プラクティス 迷えるオトナたち Private Practice | 第6シーズン  | 第10話「ベッドからの眺め」                      |
| 2010-2016       | NCIS:LA 〜極秘潜入捜査班 NCIS: Los Angeles                   | 第1シーズン  | 第18話「密輸」                                  |
| 2010-2016       | NCIS:LA 〜極秘潜入捜査班 NCIS: Los Angeles                   | 第2シーズン  | 第12話「証跡」                                  |
| 2010-2016       | NCIS:LA 〜極秘潜入捜査班 NCIS: Los Angeles                   | 第3シーズン  | 第9話「裏切」                                   |
| 2010-2016       | NCIS:LA 〜極秘潜入捜査班 NCIS: Los Angeles                   | 第4シーズン  | 第6話「伴侶」                                   |
| 2010-2016       | NCIS:LA 〜極秘潜入捜査班 NCIS: Los Angeles                   | 第5シーズン  | 第12話「聖夜」                                  |
| 2010-2016       | NCIS:LA 〜極秘潜入捜査班 NCIS: Los Angeles                   | 第6シーズン  | 第13話「大使」                                  |
| 2010-2016       | NCIS:LA 〜極秘潜入捜査班 NCIS: Los Angeles                   | 第7シーズン  | 第12話「Core Values」                           |
| 2011            | The Cape                                                     | 第1シーズン  | 第7話「The Lich: Part 1」                       |
| 2011            | OFF THE MAP 〜オフ・ザ・マップ Off the Map                   | 第1シーズン  | 第11話「すべてのあるべき姿」                    |
| 2011            | ブルーブラッド 〜NYPD家族の絆〜 Blue Bloods                  | 第1シーズン  | 第21話「地下室の息子」                          |
| 2011            | ALPHAS/アルファズ Alphas                                     | 第1シーズン  | 第5話「言語を操る女」                           |
| 2011            | Terra Nova 〜未来創世記 Terra Nova                           | 第1シーズン  | 第10話「迷いの森」                              |
| 2011            | Terra Nova 〜未来創世記 Terra Nova                           | 第1シーズン  | 第11話「内通者」                                |
| 2011            | アンフォゲッタブル 完全記憶捜査 Unforgettable                | 第1シーズン  | 第11話「地下室からの声」                        |
| 2012            | NIKITA / ニキータ Nikita                                     | 第2シーズン  | 第17話「永遠の秘密」                            |
| 2012            | サンズ・オブ・アナーキー Sons Of Anarchy                     | 第5シーズン  | 第8話「排除」                                   |
| 2012-2016       | GRIMM/グリム Grimm                                           | 第2シーズン  | 第12話「魔女の逆襲」                            |
| 2012-2016       | GRIMM/グリム Grimm                                           | 第3シーズン  | 第3話「復讐の連鎖」                             |
| 2012-2016       | GRIMM/グリム Grimm                                           | 第4シーズン  | 第15話「Double Date」                           |
| 2012-2016       | GRIMM/グリム Grimm                                           | 第5シーズン  | 第15話「Skin Deep」                             |
| 2013            | ゴールデン・ボーイ 若きNY市警本部長 Golden Boy               | 第1シーズン  | 第12話「堕ちた獣たち」                          |
| 2013            | HOSTAGES ホステージ Hostages                                 | 第1シーズン  | 第5話「報い」                                   |
| 2013-2014       | シカゴ・ファイアー Chicago Fire                              | 第1シーズン  | 第18話「Fireworks」                             |
| 2013-2014       | シカゴ・ファイアー Chicago Fire                              | 第2シーズン  | 第14話「Virgin Skin」                           |
| 2013-2014       | CSI:科学捜査班 CSI: Crime Scene Investigation                | 第13シーズン | 第15話「孤独な誕生日」                          |
| 2013-2014       | CSI:科学捜査班 CSI: Crime Scene Investigation                | 第14シーズン | 第8話「閉所のオアシス」                         |
| 2013-2014       | CSI:科学捜査班 CSI: Crime Scene Investigation                | 第14シーズン | 第20話「美味しいヒト」                          |
| 2014            | Chicago PD                                                   | 第1シーズン  | 第5話「Thirty Balloons」                        |
| 2014            | Chicago PD                                                   | 第1シーズン  | 第13話「My Way」                                |
| 2014            | The Lottery                                                  | 第1シーズン  | 第3話「Greater Good」                           |
| 2014            | Legends                                                      | 第1シーズン  | 第5話「Rogue」                                  |
| 2014            | GOTHAM/ゴッサム Gotham                                       | 第1シーズン  | 第9話「ハービー・デント」                       |
| 2014-2015       | THE BLACKLIST/ブラックリスト The Blacklist                   | 第1シーズン  | 第20話「キングメイカー」                        |
| 2014-2015       | THE BLACKLIST/ブラックリスト The Blacklist                   | 第2シーズン  | 第3話「ジェームズ･コヴィントン医師」            |
| 2014-2015       | THE BLACKLIST/ブラックリスト The Blacklist                   | 第2シーズン  | 第7話「シミタール」                             |
| 2014-2015       | THE BLACKLIST/ブラックリスト The Blacklist                   | 第2シーズン  | 第20話「クォン・ザン」                          |
| 2015            | エージェント・オブ・シールド Agents of S.H.I.E.L.D.          | 第2シーズン  | 第18話「敵か味方か」                            |
| 2015            | Hell on Wheels                                               | 第5シーズン  | 第5話「Elixir of Life」                         |
| 2015            | SUPERGIRL/スーパーガール Supergirl                           | 第1シーズン  | 第8話「アストラ・クライシス」                   |
| 2015-2016       | ブラインドスポット タトゥーの女 Blindspot                    | 第1シーズン  | 第4話「Bone May Rot」                           |
| 2015-2016       | ブラインドスポット タトゥーの女 Blindspot                    | 第1シーズン  | 第18話「One Begets Technique」                  |
| 2016            | GRIMM/グリム Grimm                                           | 第5シーズン  | 第15話「Skin Deep」                             |
| 2016-2017, 2021 | LUCIFER/ルシファー Lucifer                                   | 第2シーズン  | 第5話「元スターの悲劇」                         |
| 2016-2017, 2021 | LUCIFER/ルシファー Lucifer                                   | 第2シーズン  | 第12話「犯人の賭け」                            |
| 2016-2017, 2021 | LUCIFER/ルシファー Lucifer                                   | 第2シーズン  | 第18話「女神の暴走」                            |
| 2016-2017, 2021 | LUCIFER/ルシファー Lucifer                                   | 第3シーズン  | 第1話「翼の復活」                               |
| 2016-2017, 2021 | LUCIFER/ルシファー Lucifer                                   | 第3シーズン  | 第6話「カジノガール」                           |
| 2016-2017, 2021 | LUCIFER/ルシファー Lucifer                                   | 第5シーズン  | 第16話「ハッピーエンドの可能性」                |
| 2022            | ウォーキング・デッド The Walking Dead                        | 第11シーズン | 第19話 "Variant"                                |
| 2023            | 暗黒と神秘の骨 Shadow and Bone                               | 第2シーズン  | 第5話『やるべきこと』第6話『思いを捨てて』      |
| 2024            | ザ・ボーイズ The Boys                                        | 第4シーズン  | 第2話『堕ちた者たちの生き様』 第6話『汚れ仕事』 |